# Rachael Lillis
Rachael Lillis (Niagara Falls, 8 de julio de 1969-Los Ángeles, 10 de agosto de 2024) fue una actriz de doblaje, escritora y narradora estadounidense.

## Biografía
Estudió actuación en Boston y Nueva York y también apareció en varias producciones teatrales, series animadas y películas independientes.
En mayo de 2024 fue diagnosticada con cáncer de mama, por lo que su hermana y varios compañeros de trabajo abrieron una campaña en GoFundMe para solventar los gastos de su enfermedad. Falleció el 10 de agosto de 2024, a los 55 años, pacíficamente mientras dormía.

## Filmografía

### Series animadas
- Chaotic - Intress
- Cubix - Hela Nemo
- Shadow of the Elves - Thalia
- Las Tortugas Ninja - Ame Tomoe, Lonae
- Winx Club[3][4] - Faragonda,[5] Lucy (4Kids)

### Audiolibros
- Diary of a Fairy Godmother[6]
- Miss Watson Wants Your Teeth
- The Andy Shane series

### Anime
- Pokemon - Misty, Jessie, Jigglypuff, Torchic, Butterfree y Goldeen.
- Dino Rey - Reese Drake, Ursula, Laura Z